# Thân vương quốc Fürstenberg
Thân vương quốc Fürstenberg (tiếng Đức: Fürstentum Fürstenberg) là một nhà nước thuộc Đế chế La Mã Thần thánh ở vùng Swabia, ngày nay là miền Nam của bang Baden-Württemberg, Đức. Lãnh thổ của nó trước khi độc lập là một phần của Công quốc gốc Swabia, nó tuyên bố trở thành một Bá quốc vào năm 1218, và đến năm 1250 được nâng lên thành Thân vương quốc. Gia tộc cai trị vùng đất này là Nhà Fürstenberg.